# Cremasterreflex

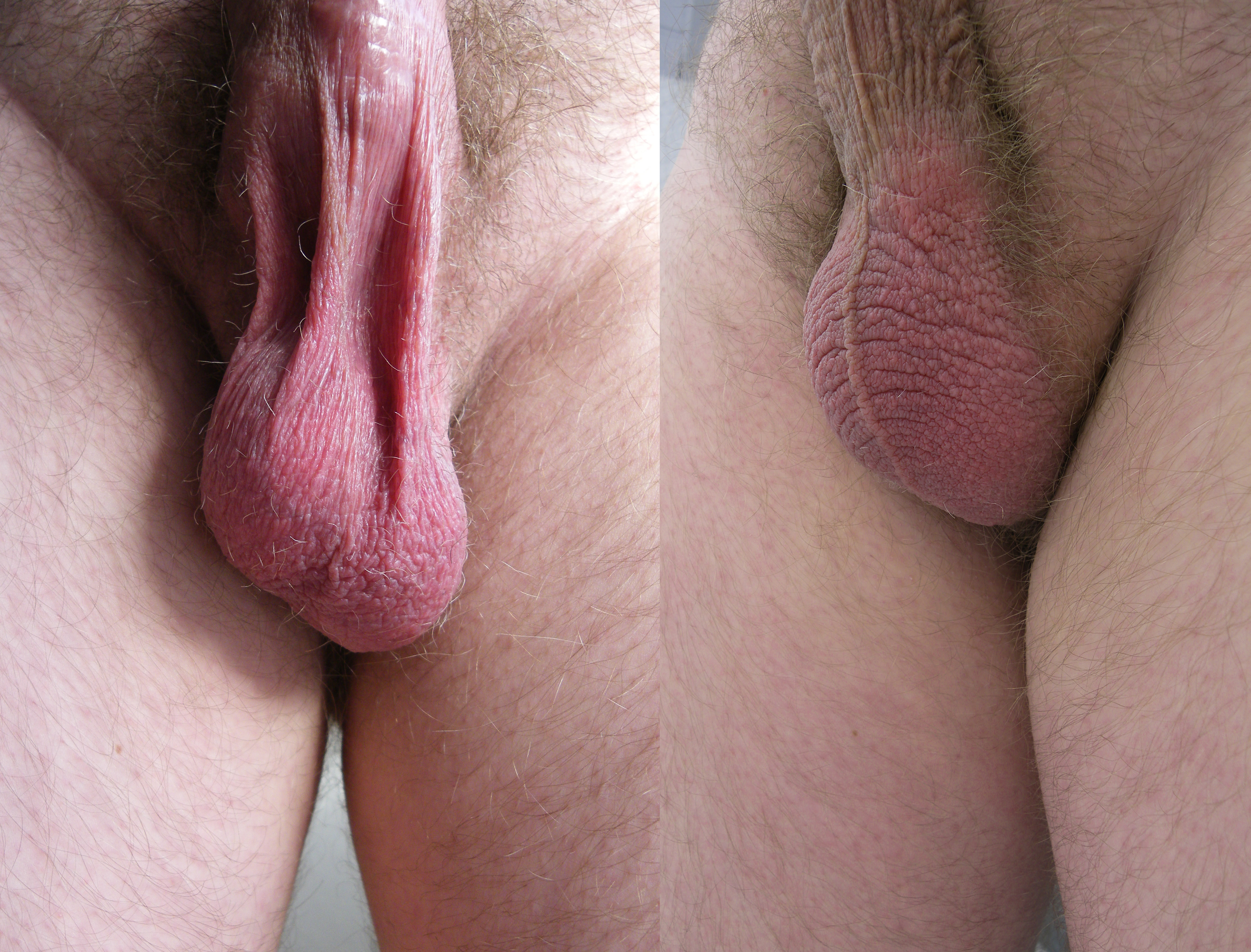
Het scrotum bij ontspanning en aanspanning van de cremasterspier

De cremasterreflex is de reflex die er bij een prikkeling van de binnenzijde van het dijbeen voor zorgt dat de musculus cremaster aanspant waardoor de ballen opgetrokken worden. De testes zijn daardoor iets meer beschermd. 
Aan de mate waarin deze reflex zich voordoet dienen geen conclusies verbonden te worden: de reflex is bij elke persoon verschillend van intensiteit, en het sterkst bij jonge mannen.
Afwezigheid van de cremasterreflex kan voorkomen bij een torsio testis.